# 那須町
那須町（なすまち）は、栃木県北東部に位置し、那須郡に属する町。町域の一部は日光国立公園那須地域となっている。那須塩原市への通勤率は20.7%（平成22年国勢調査）。

## 地理
町の南西を那珂川が流れ、東側には八溝山地がある。北東部は黒川が流れ、途中までは福島県との県境になっている。北西部は茶臼岳や朝日岳、白笹山などが聳え、その麓には大リゾート地の那須高原があり、町中央部は高久丘陵が占め、標高の下る大田原の方へ向かって扇状地となっている。町のほぼ中央を北東⇔南西方向に東北自動車道や国道4号、東北新幹線（北部の約60%はトンネル区間）が通っている。東部をJR東北本線、また国道294号が南北方向に通っており、本町と福島県白河市の境には境の明神がある。また那須御用邸があり、ロイヤルリゾートしても知られる。

### 気候
標高が高いために極めて寒冷で、ケッペンの気候区分では西岸海洋性気候に属する。冬季から春季にかけてしばしば氷点下5度を下回る。夏季も冷涼であり、8月の日平均気温は21.0℃と、旭川市の21.2℃と同水準である。
降水はとりわけ夏季に多く、日照時間は短い。
那須高原
東経140度2.1分、北緯37度7.4分、標高749メートル
| 那須町（那須高原）の気候                                 | 那須町（那須高原）の気候 | 那須町（那須高原）の気候 | 那須町（那須高原）の気候 | 那須町（那須高原）の気候 | 那須町（那須高原）の気候 | 那須町（那須高原）の気候 | 那須町（那須高原）の気候 | 那須町（那須高原）の気候 | 那須町（那須高原）の気候 | 那須町（那須高原）の気候 | 那須町（那須高原）の気候 | 那須町（那須高原）の気候 | 那須町（那須高原）の気候 |
| 月                                                       | 1月                      | 2月                      | 3月                      | 4月                      | 5月                      | 6月                      | 7月                      | 8月                      | 9月                      | 10月                     | 11月                     | 12月                     | 年                       |
| -------------------------------------------------------- | ------------------------ | ------------------------ | ------------------------ | ------------------------ | ------------------------ | ------------------------ | ------------------------ | ------------------------ | ------------------------ | ------------------------ | ------------------------ | ------------------------ | ------------------------ |
| 最高気温記録 °C （°F）                                   | 12.7 (54.9)              | 16.8 (62.2)              | 21.1 (70)                | 26.8 (80.2)              | 29.6 (85.3)              | 31.1 (88)                | 33.2 (91.8)              | 32.2 (90)                | 29.5 (85.1)              | 25.1 (77.2)              | 21.0 (69.8)              | 17.4 (63.3)              | 33.2 (91.8)              |
| 平均最高気温 °C （°F）                                   | 1.9 (35.4)               | 2.7 (36.9)               | 6.8 (44.2)               | 13.0 (55.4)              | 18.2 (64.8)              | 20.7 (69.3)              | 24.3 (75.7)              | 25.4 (77.7)              | 21.4 (70.5)              | 16.1 (61)                | 10.9 (51.6)              | 5.1 (41.2)               | 13.9 (57)                |
| 日平均気温 °C （°F）                                     | −1.7 (28.9)              | −1.3 (29.7)              | 2.0 (35.6)               | 7.8 (46)                 | 13.0 (55.4)              | 16.4 (61.5)              | 20.2 (68.4)              | 21.0 (69.8)              | 17.3 (63.1)              | 11.8 (53.2)              | 6.4 (43.5)               | 1.1 (34)                 | 9.5 (49.1)               |
| 平均最低気温 °C （°F）                                   | −5.3 (22.5)              | −5.3 (22.5)              | −2.4 (27.7)              | 2.6 (36.7)               | 7.7 (45.9)               | 12.3 (54.1)              | 16.7 (62.1)              | 17.5 (63.5)              | 13.8 (56.8)              | 7.7 (45.9)               | 2.0 (35.6)               | −2.6 (27.3)              | 5.4 (41.7)               |
| 最低気温記録 °C （°F）                                   | −11.8 (10.8)             | −12.1 (10.2)             | −10.4 (13.3)             | −6.0 (21.2)              | −2.3 (27.9)              | 3.6 (38.5)               | 8.7 (47.7)               | 8.9 (48)                 | 3.2 (37.8)               | −1.2 (29.8)              | −6.1 (21)                | −10.2 (13.6)             | −12.1 (10.2)             |
| 降水量 mm （inch）                                       | 52.6 (2.071)             | 42.8 (1.685)             | 101.6 (4)                | 139.6 (5.496)            | 180.8 (7.118)            | 220.5 (8.681)            | 305.7 (12.035)           | 303.9 (11.965)           | 305.3 (12.02)            | 212.6 (8.37)             | 89.2 (3.512)             | 60.1 (2.366)             | 2,014.7 (79.319)         |
| 降雪量 cm （inch）                                       | 103 (40.6)               | 79 (31.1)                | 45 (17.7)                | 7 (2.8)                  | 0 (0)                    | 0 (0)                    | 0 (0)                    | 0 (0)                    | 0 (0)                    | 0 (0)                    | 4 (1.6)                  | 55 (21.7)                | 296 (116.5)              |
| 平均降水日数 （≥1.0 mm）                                 | 9.1                      | 8.3                      | 10.4                     | 11.3                     | 12.1                     | 15.9                     | 18.3                     | 17.0                     | 14.8                     | 11.5                     | 8.3                      | 9.1                      | 146.0                    |
| 平均月間日照時間                                         | 131.0                    | 129.0                    | 156.4                    | 170.4                    | 169.1                    | 108.8                    | 98.7                     | 115.3                    | 98.9                     | 115.1                    | 130.1                    | 132.6                    | 1,555.2                  |
| 平均日照時間                                             | 4.2                      | 4.6                      | 5.0                      | 5.7                      | 5.5                      | 3.6                      | 3.2                      | 3.7                      | 3.3                      | 3.7                      | 4.3                      | 4.3                      | 4.3                      |
| 出典1：理科年表                                          |                          |                          |                          |                          |                          |                          |                          |                          |                          |                          |                          |                          |                          |
| 出典2：気象庁 (平均値：1991年-2020年、極値：1977年-現在) |                          |                          |                          |                          |                          |                          |                          |                          |                          |                          |                          |                          |                          |

## 歴史

### 旧石器時代
- 逃室に集落が形成される（迯室無土器文化遺跡）

### 縄文時代
- ハッケトンヤ遺跡をはじめ200を超える縄文遺跡が町内に存在する

### 古墳時代
- 5世紀後半 ‐ 舟戸古墳群造られる。

### 飛鳥時代
- 630年 - 狩野三郎行広、那須温泉を発見する（伝）
- ７世紀後半 - 堂平仏堂が建立される

### 奈良時代
- 737年（天平10年） - 小野朝臣一行、那須の湯へ湯治に向かう（『駿河国正税帳』）
- 791年（延暦10年） - この頃、追分明神が勧請される（伝）

### 鎌倉時代
- 1187年（文治3年） - 那須与一、三郎幹隆を芋淵に分知する（芋淵氏の祖）
- 1199年～1205年 - 那須資頼次男・資長、伊王野に分知される（伊王野氏の祖）
- 1201年～1210年 - 稲沢氏が起こる
- 1239年（延応元年） - 伊王野資長、伊王野館を築く
- 1256年（建長8年） - 芦野地頭ら、幕府より奥の大道の警護取締を命じられる
- 1267年（文永4年） - 伊王野資長、金銅阿弥陀如来立像などを造顕する
- 1322年（元亨2年） - 湯本喰初寺「題目碑」造られる（伝）

### 室町時代
- 1355年（文和4年） - 東寺合戦にて那須五郎以下一族郎党36人討死（伊王野・芦野・稲沢の名がある）
- 1399年（応永6年） - 熊窪八郎、正福寺へ鰐口を寄進
- 1443年（嘉吉3年） - 正慶寺の薬師如来立像付十二神将が造られる
- 1487年（長享元年） - 伊王野資清、伊王野城を築く。正福寺、釈迦堂山から伊王野館に移る
- 1499年（明応8年） - 芦野資興、猪苗代兼載を芦野に招き連歌会を催す
- 1504年（永正元年） - 猪苗代兼載、このころ芦野に移住する（永正6年まで居住）
- 1505年（永正2年） - 那須家により「原方七人衆」が置かれる
- 1532年（天文元年） - このころ、芦野氏、芦野城を築く
- 1600年（慶長５年） - 関山の戦い、伊王野勢が上杉勢と関山で衝突し、勝利する。

### 江戸時代
- 1616年（元和2年） - 大沢の獅子舞が起こる（伝）
- 1633年（寛永10年） - 伊王野氏、改易される（子孫は水戸徳川家や大田原家などに仕える）
- 1640年（寛永17年） - 伊王野村、伊王野村と両郷村に分村となる
- 1669年（寛文9年） - 芦野宿火災により伝馬役72軒が焼失
- 1689年（元禄2年） - 松尾芭蕉、高久・湯本・芦野へ立ち寄る
- 1691年（元禄4年） - 大丸温泉発見
- 1720年（享保５年） - 会津藩江戸廻米の那珂川漕運始まる（通称・黒川通舟）
- 1726年（享保11年） - 北沢村（芦野知行所）と荻久保村（黒羽藩）の山論で荻久保村が勝訴する。
- 1733年（享保17年） - 三森家住宅が建てられる
- 1786年（天明6年） - 大沢天稲荷社殿ができる（彫者師・石川幸右衛門）
- 1805年（文化2年） - 湯本温泉街、火災により全戸焼失
- 1836年（天保7年） - 黒羽河岸の出河岸として稲沢河岸が開かれる
- 1846年（弘化3年） - 茶臼岳噴火
- 1858年（安政5年） - 安政の那須水害、山津波により湯本温泉街が壊滅的被害。大島村・沼野井村などで洪水被害
- 1864年（元治元年）- 天狗党、伊王野村・芦野宿・高久村を通過

### 近代
- 1868年（慶應4年） - 戊辰戦争（交代寄合旗本芦野氏新政府側につく。高久村など旧幕府軍により焼かれる）

- 1889年（明治22年）4月1日 - 芦野町、伊王野村、那須村が成立。東北本線豊原駅が開業
- 1891年（明治24年）- 東北本線黒田原駅が開業
- 1926年（大正15年） - 那須御用邸が完成する
- 1945年（昭和20年）- 那須村を中心に戦後開拓事業が開始される
- 1945年（昭和21年）- 千振開拓入植
- 1954年（昭和29年）11月3日 - 芦野町、伊王野村、那須村が合併し、那須郡那須町が発足した。
- 1998年（平成10年）- 那須水害が発生

## 人口
| |                                        |  |
| 那須町と全国の年齢別人口分布（2005年） | 那須町の年齢・男女別人口分布（2005年） |  |
| ■紫色 ― 那須町 ■緑色 ― 日本全国 | ■青色 ― 男性 ■赤色 ― 女性              |  |
| 那須町（に相当する地域）の人口の推移 \| 1970年（昭和45年） \| 28,121人 \| \| \| 1975年（昭和50年） \| 27,699人 \| \| \| 1980年（昭和55年） \| 26,824人 \| \| \| 1985年（昭和60年） \| 26,789人 \| \| \| 1990年（平成2年） \| 26,670人 \| \| \| 1995年（平成7年） \| 26,748人 \| \| \| 2000年（平成12年） \| 27,027人 \| \| \| 2005年（平成17年） \| 26,693人 \| \| \| 2010年（平成22年） \| 26,765人 \| \| \| 2015年（平成27年） \| 24,919人 \| \| \| 2020年（令和2年） \| 23,956人 \| \| |                                        |  |
| 総務省統計局 国勢調査より |                                        |  |
| 1970年（昭和45年） | 28,121人                               |  |
| 1975年（昭和50年） | 27,699人                               |  |
| 1980年（昭和55年） | 26,824人                               |  |
| 1985年（昭和60年） | 26,789人                               |  |
| 1990年（平成2年） | 26,670人                               |  |
| 1995年（平成7年） | 26,748人                               |  |
| 2000年（平成12年） | 27,027人                               |  |
| 2005年（平成17年） | 26,693人                               |  |
| 2010年（平成22年） | 26,765人                               |  |
| 2015年（平成27年） | 24,919人                               |  |
| 2020年（令和2年） | 23,956人                               |  |

## 行政
- 那須町長

| 代 | 氏名       | 就任                       | 退任                       | 備考 |
| -- | ---------- | -------------------------- | -------------------------- | ---- |
| 1  | 益子仁助   | 1954年（昭和29年）11月3日  | 1958年（昭和33年）12月20日 |      |
| 2  | 山口幸太郎 | 1958年（昭和33年）12月21日 | 1962年（昭和37年）12月20日 |      |
| 3  | 笹沼賢弥   | 1962年（昭和37年）12月21日 | 1966年（昭和41年）12月20日 |      |
| 4  | 笹沼賢弥   | 1966年（昭和41年）12月21日 | 1970年（昭和45年）12月20日 |      |
| 5  | 笹沼賢弥   | 1970年（昭和45年）12月21日 | 1974年（昭和49年）12月20日 |      |
| 6  | 笹沼賢弥   | 1974年（昭和49年）12月21日 | 1978年（昭和53年）12月20日 |      |
| 7  | 益子重雄   | 1978年（昭和53年）12月21日 | 1982年（昭和57年）12月20日 |      |
| 8  | 益子重雄   | 1982年（昭和57年）12月21日 | 1986年（昭和61年）12月20日 |      |
| 9  | 益子重雄   | 1986年（昭和61年）12月21日 | 1990年（平成2年）12月20日  |      |
| 10 | 益子重雄   | 1990年（平成2年）12月21日  | 1994年（平成6年）12月20日  |      |
| 11 | 藤田傑     | 1994年（平成6年）12月21日  | 1998年（平成10年）12月20日 |      |
| 12 | 藤田傑     | 1998年（平成10年）12月21日 | 2002年（平成14年）3月10日  |      |
| 13 | 佐藤正洋   | 2002年（平成14年）4月7日   | 2006年（平成18年）4月6日   |      |
| 14 | 佐藤正洋   | 2006年（平成18年）4月7日   | 2010年（平成22年）4月6日   |      |
| 15 | 高久勝     | 2010年（平成22年）4月7日   | 2014年（平成26年）4月6日   |      |
| 16 | 高久勝     | 2014年（平成26年）4月7日   | 2018年（平成30年）4月6日   |      |
| 17 | 平山幸宏   | 2018年（平成30年）4月7日   | 現職                       |      |

出典:那須町統計書 平成29年度版 (PDF) 
- 副町長、教育長、会計管理者
- 総務課、税務課、企画財政課、住民生活課、保健福祉課、農林振興課、建設課、観光商工課、会計課、上下水道課、農業委員会事務局、学校教育課、生涯学習課、議会事務局、監査委員事務局、選挙管理委員会事務局（2008年時点）

## 議会

### 町議会
- 定数：13人
- 任期：2023年2月26日 - 2027年2月25日

### 栃木県議会
- 選挙区：那須塩原市・那須町選挙区
- 定数：4人
- 投票日：2023年4月9日
- 当日有権者数：117,101人
- 投票率：35.49％

| 候補者名 | 当落 | 年齢 | 所属党派   | 新旧別 | 得票数  |
| -------- | ---- | ---- | ---------- | ------ | ------- |
| 土屋晃子 | 当   | 55   | 立憲民主党 | 新     | 9,800票 |
| 関谷暢之 | 当   | 60   | 自由民主党 | 現     | 8,693票 |
| 阿部寿一 | 当   | 68   | 自由民主党 | 現     | 7,642票 |
| 小林達也 | 当   | 55   | 自由民主党 | 現     | 7,611票 |
| 相馬政二 | 落   | 66   | 無所属     | 現     | 7,101票 |

### 衆議院
- 選挙区：栃木3区（大田原市、矢板市、那須塩原市、那須烏山市、那須郡）
- 任期：2021年10月31日 - 2025年10月30日
- 当日有権者数：241,014人
- 投票率：52.07％

| 当落 | 候補者名 | 年齢 | 所属党派   | 新旧別 | 得票数   | 重複 |
| ---- | -------- | ---- | ---------- | ------ | -------- | ---- |
| 当   | 簗和生   | 42   | 自由民主党 | 前     | 82,398票 | ○    |
|      | 伊賀央   | 57   | 立憲民主党 | 新     | 39,826票 | ○    |

## 経済

### 産業
那須高原・那須温泉をかかえ、観光が主な産業である。観光目的の鉄道の交通は隣町の那須塩原駅・黒磯駅からのアクセスとなる。道路標識工場がある。

### 本社を置く主な企業
- 那須高原ビール
- 藤和那須リゾート株式会社
- 安愚楽牧場
- 那須興業

## 地域

### 町名一覧
地域分けは那須町公式ホームページでの地域紹介ページに基づく。那須町の人口統計では以下の大字別の地区分けとは異なる通称町名での取りまとめが行われている。

#### 芦野地域
- 大字芦野（あしの）
- 大字富岡（とみおか）
- 大字横岡（よこおか）
- 大字寄居（よりい）

#### 伊王野地域
- 大字梓（あずさ）
- 大字伊王野（いおうの　地元では「いおうの」よりも限りなく「よーの」に近い発音だった）
- 大字稲沢（いなざわ）
- 大字大畑（おおはた）
- 大字大和須（おおわす）
- 大字沼野井（ぬまのい）
- 大字東岩崎（ひがしいわざき）
- 大字蓑沢（みのざわ）
- 大字睦家（むつや）
- 大字梁瀬（やなぜ）

#### 那須地域・高原地域
- 大字漆塚（うるしつか）
- 大字大島（おおしま）
- 大字高久甲（たかくこう）
- 大字高久乙（たかくおつ）
- 大字高久丙（たかくへい）
- 大字寺子（てらこ）
- 大字寺子乙（てらこおつ）
- 大字寺子丙（てらこへい）
- 大字豊原（とよはら）
- 大字豊原甲（とよはらこう）
- 大字豊原乙（とよはらおつ）
- 大字豊原丙（とよはらへい）
- 大字湯本（ゆもと）

### 教育

#### 高等学校
- 栃木県立那須高等学校
- 幸福の科学学園中学校・高等学校

かつては那須高原海城中学校・高等学校が所在していたが、東日本大震災で被災後は登記上の所在地としてのみ所在し、東京都多摩市に移転。学校自体も2017年（平成29年）に閉校した。

#### 中学校
- 那須町立那須中央中学校
- 那須町立那須中学校

#### 小学校
- 那須町立黒田原小学校
- 那須町立高久小学校
- 那須町立田代友愛小学校

- 那須町立那須高原小学校
- 那須町立学びの森小学校
- 那須町立東陽小学校

### 郵便
郵便番号は以下が該当する。3集配局が集配を担当する。
- 那須郵便局：「325-03xx」
- 黒田原郵便局：「329-32xx」
- 伊王野郵便局：「329-34xx」

#### 郵便局
- 芦野郵便局（07008）
- 黒田原郵便局（07040）
- 那須温泉郵便局（07055）
- 伊王野郵便局（07062）
- 那須郵便局（07173）
- 小島郵便局（07223）
- 那須大谷簡易郵便局（07702）
- 那須豊原簡易郵便局（07725）

### 電話番号
一部地域（後述）を除き町内全域が黒磯MAの管轄となり、市外局番は「0287」。収容局は以下のビルが該当し、市内局番は以下の通り。
- 黒田原局：71、72
- 芦野局：74
- 伊王野2局：75
- 那須局：76
- 那須大沢局：77
- 那須横沢局：78

下記地域は那須町外の収容局が管轄となる。
- 黒磯局：60、62、63、64、73
  - 大字高久甲・大字高久乙・大字高久丙・大字寺子・大字寺子乙・大字寺子丙のそれぞれ一部地域が該当。
- 西那須野2局（大田原MA・市外局番は「0287」）：36、37、38、39
  - 大字高久乙の一部地域が該当。

## 友好都市
- 大洗町（茨城県） - 2012年11月8日友好都市協定締結[8]。那珂川の上流と下流である縁[8]。
- 会津美里町（福島県） - 2015年10月15日、友好都市及び災害時相互応援協定締結[9]。殺生石伝説が縁[9]。
- 葉山町（神奈川県）-2021年5月8日、友好都市締結。御用邸が縁。[10]
- 下田市（静岡県）-2022年1月14日、友好都市締結。御用邸が縁。[10]

## 交通

### 空港
- 最寄の空港：福島空港

### 鉄道
那須高原方面へと民営の路線バスで結ばれている鉄道駅は、隣接する那須塩原市内にある黒磯駅および那須塩原駅である。那須町内を通過する鉄道はローカル輸送が主体で、町の代表駅である黒田原駅から那須高原方面へ向かう那須町民バスは1日4便のみである。
- 東日本旅客鉄道（JR東日本）
  - 東北本線：高久駅 - 黒田原駅 - 豊原駅

### 路線バス
- 関東自動車：黒田原駅 - 芦野 - 伊王野間、那須ロープウェイ - 那須湯本温泉 - 那珂川（ - 那須塩原駅）間の路線を運行する。
- 福島交通：新白河駅高原口と町内の綱子を結ぶ路線がある。町内には綱子バス停のみがある。白河営業所が担当する。
- 那須町民バス：町内で2路線を運行。
- 那須町デマンド型乗合交通：黒田原地区の駅・公共施設・病院などと町内各地を結ぶデマンド型乗合自動車。

### 道路
- 高速・有料道路
  - E4東北自動車道：(13) 那須インターチェンジ - 那須高原サービスエリア/那須高原スマートインターチェンジ
- 一般国道
  - 国道4号（奥州街道）
  - 国道294号（旧陸羽街道）
- 県道（主要地方道）
  - 栃木県道17号那須高原線（那須街道）
  - 栃木県道21号湯本漆塚線
  - 栃木県道27号那須黒羽茂木線
  - 栃木県道28号大子那須線
  - 栃木県道30号矢板那須線（横断道路）
  - 栃木県道34号黒磯黒羽線
  - 栃木県道68号那須西郷線（横断道路）
  - 栃木県道72号大田原芦野線（旧陸羽街道）
- 一般県道
  - 栃木県道105号豊原停車場線
  - 栃木県道143号黒田原停車場線
  - 栃木県道178号稲沢高久線
  - 栃木県道179号稲沢黒羽線
  - 栃木県道186号寄居豊原停車場線
  - 栃木県道211号豊原高久線
  - 栃木県道266号中塩原板室那須線
  - 栃木県道290号那須甲子線
  - 栃木県道303号黒磯高久線（旧国道4号、奥州街道）
  - 栃木県道305号豊原大島線
  - 栃木県道344号湯本大島線
  - 栃木県道349号那須高原スマートインター線

## 名所・旧跡・観光スポット・祭事・催事

### 名所・旧跡
- 芦野城址（町指定史跡、交代寄合旗本芦野氏陣屋、桜の名所）
- 伊王野城址（町指定史跡、那須一族伊王野氏居城）
- 遊行柳（国名勝、西行・松尾芭蕉・与謝蕪村ゆかりの柳）
- 専称寺（国重文金銅阿弥陀如来立像、伊王野氏旧墳墓）
- 長源寺（伊王野氏新墳墓）
- 建中寺（芦野氏新墳墓）
- 那須温泉神社
- 境の明神
- 山田農場事務所跡（山田資料館・日本遺産）
- 高久愛宕山公園（明治天皇聖蹟、陸軍特別大演習の御野立場、桜の名所）
- 三森家住宅（国重文）

### イベント
- なすっこ祭り
- 那須水害復興記念フェスティバル
- 那須高原ベコまつり
- 那須町健康マラソン大会
- 那須町駅伝大会
- 那須九尾まつり

### 温泉
- 那須温泉郷
- 大沢温泉 (栃木県)
- 柳沢温泉 (栃木県)
- 芦野温泉

### 自然
- 那須岳
- 殺生石
- 那須高原
- 那須平成の森
- 駒止の滝
- 八幡のツツジ
- 蓑沢の彼岸花

### テーマパーク・博物館
- 那須ハイランドパーク
- 南ヶ丘牧場
- 那須サファリパーク（東北サファリパーク那須支店）
- 那須高原りんどう湖ファミリー牧場
- 那須どうぶつ王国
- 那須とりっくあーとぴあ
- 那須高原 清流の里
- アルパカ牧場（那須ビッグファーム）
- 那須ワールドモンキーパーク
- 大麻博物館
- 戦争博物館
- 藤城清治美術館那須高原
- 那須ステンドグラス美術館
- エミールガレ美術館
- 那須高原セント・ミッシェル教会
- 那須高原ビジターセンター
- 那須平成の森フィールドセンター
- アート・ビオトープ那須 ボタニカルガーデン アートビオトープ「水庭」
- 石の美術館（隈研吾設計）
- 那須歴史探訪館（隈研吾設計）

## 著名な出身者・関連人物

### 政治
- 神田正雄（衆議院議員・ジャーナリスト）
- 相馬助治（衆議院議員・参議院議員・教育者）
- 蓮実進（衆議院議員）
- 益子仁助（初代那須町長）

#### 経済
- 薄葉久（アサヒビール名誉顧問・スーパードライ開発者）

### 文化・芸術
- 五十嵐豊（芸術家）
- 後藤茂夫（陶芸家）
- 佐藤隆房（医者・作家、宮沢賢治の主治医）
- 津久井五月（SF作家）
- 松本鎗吉（ジャーナリスト・毎日新聞記者）
- 松本帆平（民衆派詩人・教育者）
- 渡辺龍瑞（僧侶・考古学者・那須町名誉町民）

#### スポーツ
- 阿久津浩三（陸上選手）
- 郡司洋（プロゴルファー）
- 永井颯太（サッカー選手）
- 渡辺三男（サッカー選手）
- 白井陽貴（サッカー選手）

#### 旧軍人
- 大島正毅（海軍中将）
- 大島信哉（海軍少佐）

### 那須町ゆかりの人物

#### 皇族関係
- 昭和天皇
- 李垠（那須に別荘があった）

#### 政治
- 毛利元敏（長府藩主、伯爵、毛利農場那須支牧場開設）
- 山田顕義（伯爵、山田農場開設）
- 山田英夫（伯爵、貴族院議員、山田農場主）

#### 経済
- 三井徳宝（新那須温泉を開発、衆議院議員・実業家）
- 藤田正明（参議院議員、藤和不動産相談役）

#### 文化・芸術

##### 近代以前
- 猪苗代兼載（連歌師・一時、芦野に居住）
- 小泉斐（絵師・那須温泉関係の図を描く）

- 西行（歌人・遊行柳との関り）

- 松尾芭蕉（俳人・『奥の細道』で高久・湯本・芦野を訪れる）

##### 近代以後
- 石田多朗（作曲家）[11]
- 井上誠一（那須ゴルフ倶楽部を設計）
- 獅子文六（見川鯛山の師）
- 関谷雲崖（日本画家、旧伊王野高等小学校卒業）
- 富安風生（俳人・遊行柳の蕪村句碑を揮毫）
- 中山義秀（芥川賞作家、母が旧芦野町出身）
- 藤城清治（画家）
- 見川鯛山（医者・作家、那須町名誉町民）
- 山岡荘八（作家、八幡温泉に逗留）
- 吉川雅之（元漫画家、黒田原マスコットキャラクター「クロロとゆめな」をデザイン）
- ヨゼフ・フロジャック（聖ヨゼフの山の家を創設し社会福祉事業を行う）